# دایان روآرک
دایان روآرک (به انگلیسی: Diane Roark) افشاگر آمریکایی و عضو حزب جمهوری‌خواه (ایالات متحده آمریکا) بود که از ۱۹۸۵ (میلادی) تا ۲۰۰۲ (میلادی) در کمیته منتخب دائمی مجلس نمایندگان ایالات متحده آمریکا کار می‌کرد. او درست پس از حملات ۱۱ سپتامبر از سوی کمیته منتخب دائمی مجلس نمایندگان در جایگاه ناظر بر آژانس امنیت ملی گماشته شد. در سال ۲۰۰۲ (میلادی) دایان روآرک به همراه جی. کرک ویب، ویلیام بینی، و اد لومیس، درباره هَدَررَوی، کلاهبرداری، و سوءاستفاده از برنامه فوق سری پروژه تریلبلیزر و این حقیقت که یک پیش‌نمونه عملیاتی موفقیت‌آمیز (تین‌ترد) وجود داشته، به دفتر بازرس ارشد وزارت دفاع ایالات متحده آمریکا شکایت کردند. به خاطر ادعای نادرست درز دادن اطلاعات درباره برنامه نظارت بدون حکم دادگاه آژانس امنیت ملی (۲۰۰۷-۲۰۰۱) به جیمز رایزن، روزنامه‌نگار نیویورک تایمز و شیوون گورمن (به انگلیسی: Siobhan Gorman) در بالتیمور سان، در ژوئیه ۲۰۰۷ نیروهای مسلح اداره تحقیقات فدرال (اف‌بی‌آی) به خانه‌های دایان روآرک، جی. کرک ویب، ویلیام بینی، و اد لومیس حمله کردند.
دایان روآرک در سال ۲۰۱۲ (میلادی) حکومت فدرال ایالات متحده آمریکا را مورد پیگرد قرار داد. زیرا رایانه شخصی او را که در هنگام حمله به خانه او توقیف کرده بودند به او پس ندادند و حکومت از پاک کردن نام او [از فهرست سیاه،] خودداری کرد. رفتار تنبیهی آژانس امنیت ملی با کرک ویب، ویلیام بینی، اد لومیس، دایان روآرک، و همچنین مدیر اجرایی پیشین آژانس امنیت ملی، توماس دریک که به ناشناس ماندن از سوی دفتر بازرس ارشد وزارت دفاع، اعتماد کرده بود باعث شد تا دستیار بازرس ارشد وزارت دفاع، جان کرین، و به دنبال او، ادوارد اسنودن، به افشاگری در سازمان خود توجه نکنند و به افشاگری گسترده در میان رسانه‌ها و مردم بپردازند.